# István Bittó
István Bittó de Sárosfalva (Sárosfai és nádasdi Bittó István en hongrois), né le 3 mai 1822 à Sárosfa et mort le 7 mars 1903 à Budapest, est un homme d'État hongrois.

## Biographie
Il est le fils de Benjámin Bittó, alispán, et de Júliá Nagy. István Bittó étudie le droit et travail dans un service civil juridique. Membre de la Diète hongroise en 1848, il participe à la révolution hongroise de 1848 et s'enfuit après la défaite de 1849. De retour en Hongrie en 1851, il devient par la suite un parlementaire libéral. Il est nommé ministre de la justice (1871-1872), porte parole de la Chambre des Représentants de Hongrie (1872–1874) et premier ministre de Hongrie du 1er mars 1874 au 2 mars 1875. Membre de la Chambre Haute (Chambre des Magnats) de 1899 à sa mort.